# Juraj Sagan
Juraj Sagan (* 23. prosince 1988) je bývalý slovenský profesionální silniční cyklista, aktuálně působící jako sportovní ředitel UCI Continental týmu Pierre Baguette Cycling. Sagan dříve jezdil za týmy Liquigas–Doimo a Tinkoff–Saxo. Jeho mladší bratr, Peter Sagan, trojnásobný mistr světa v silničním závodu, je také profesionálním silničním cyklistou v Pierre Baguette Cycling. V červenci 2017 byl Sagan jmenován na startovní listině Tour de France 2017.
24. července 2021 se Sagan zúčastnil silničního závodu na letních olympijských hrách. Společně s dalšími 7 jezdci se dostal do úniku a společnými silami si vybudovali náskok až 20 minut, avšak postupně byli dojetí stíhajícím pelotonem. Sagan nakonec závod nedokončil.

## Hlavní výsledky
2006
La Coupe du Président de la Ville de Grudziądz
vítěz 1. etapy
Mistrovství světa
9. místo juniorský silniční závod
2007
Grand Prix Cycliste de Gemenc
9. místo celkově
2008
Národní šampionát
5. místo silniční závod
8. místo Grand Prix Bradlo
2009
vítěz GP Boka
Národní šampionát
4. místo silniční závod
7. místo Eschborn–Frankfurt U23
8. místo Trofeo Piva
2010
5. místo Eschborn–Frankfurt U23
6. místo Giro del Veneto
2011
Národní šampionát
4. místo silniční závod
2015
Národní šampionát
2. místo silniční závod
2016
Národní šampionát
 vítěz silničního závodu
Kolem Chorvatska
vítěz 5. etapy (TTT)
2017
Národní šampionát
 vítěz silničního závodu
2018
Národní šampionát
2. místo silniční závod
10. místo Grosser Preis des Kantons Aargau
2019
Národní šampionát
 vítěz silničního závodu
2020
Národní šampionát
 vítěz silničního závodu

### Výsledky na Grand Tours
| Grand Tour      | 2017 |
| --------------- | ---- |
| Giro d'Italia   | —    |
| Tour de France  | DNF  |
| Vuelta a España | —    |

#### Výsledky na šampionátech
| Akce               | Akce           | 2008              | 2009              | 2010              | 2011              | 2012              | 2013              | 2014              | 2015              | 2016 | 2017      | 2018      | 2019      | 2020      | 2021 |
| ------------------ | -------------- | ----------------- | ----------------- | ----------------- | ----------------- | ----------------- | ----------------- | ----------------- | ----------------- | ---- | --------- | --------- | --------- | --------- | ---- |
| Olympijské hry     | Silniční závod | —                 | Nejelo se         | Nejelo se         | Nejelo se         | —                 | Nejelo se         | Nejelo se         | Nejelo se         | —    | Nejelo se | Nejelo se | Nejelo se | Nejelo se | DNF  |
| Mistrovství světa  | Silniční závod | —                 | DNF               | —                 | —                 | DNF               | DNF               | —                 | DNF               | 39   | 45        | DNF       | DNF       | —         |      |
| Mistrovství Evropy | Silniční závod | Závod neexistoval | Závod neexistoval | Závod neexistoval | Závod neexistoval | Závod neexistoval | Závod neexistoval | Závod neexistoval | Závod neexistoval | 56   | 101       | —         | DNF       | 15        |      |
| Národní šampionát  | Silniční závod | 5                 | 4                 | —                 | 4                 | 6                 | 8                 | 7                 | 2                 | 1    | 1         | 2         | 1         | 1         | —    |

| —   | Nezúčastnil se |
| DNF | Nedokončil     |